# Hino de Coroação do monarca do Reino Unido da Grã-Bretanha e Irlanda do Norte

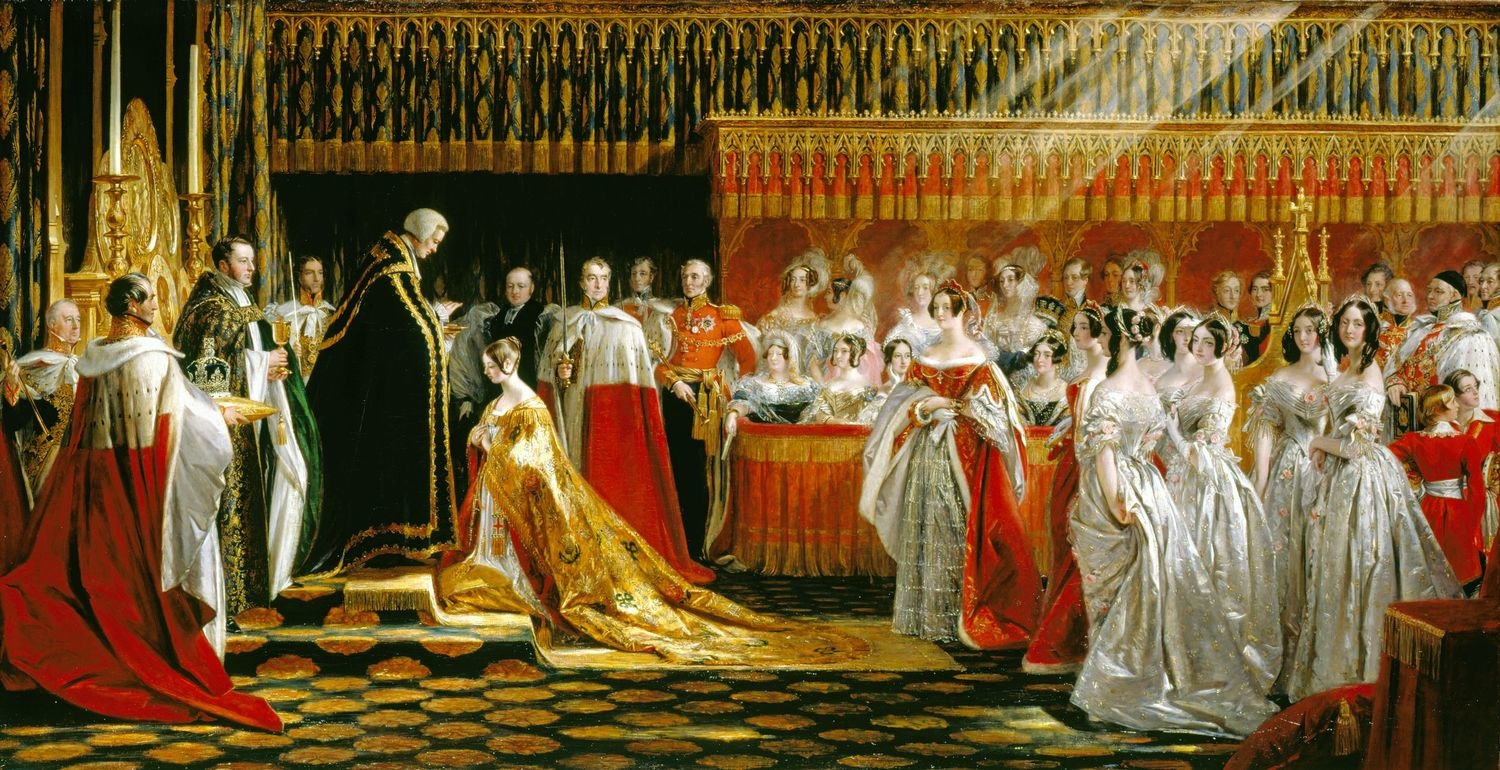
Vitória do Reino Unido é coroada

Um Hino de coroação é uma musica composta para acompanhar a coroação de um monarca do Reino Unido da Grã-Bretanha e Irlanda do Norte.
Muitos compositores escreveram hinos de coroação. No entanto, o mais conhecido foi composto por George Frideric Handel. Os quatro hinos de coroação de Handel usam o texto da Bíblia King James e foram concebidos para serem tocados na Coroação do monarca britânico. Eles são  Zadoque, o Sacerdote, Let Thy Hand Be Strengthened, The King Shall Rejoice, e My Heart Is Inditing.  Cada um era originalmente para ser um trabalho separado, mas eles foram mais tarde publicados conjuntamente.

## Hinos de Handel
Embora parte do conteúdo tradicional das coroações britânicas, os textos para todos os quatro hinos foram escolhidos por Handel, uma seleção pessoal dos dados de uma coroação anterior, a de Jaime II de Inglaterra em 1685.  Um dos últimos atos de Jorge I da Grã-Bretanha antes de sua morte em 1727 foi a assinar um "ato de naturalização de George Frideric Händel e outros". Seu primeiro trabalho como um sujeito recém-naturalizado britânico era escrever a música para a coroação de Jorge II da Inglaterra e  da Rainha Carolina, que ocorreu em 11 de outubro do mesmo ano. Dentro das cerimônias de coroação Let thy hand be strengthened foi tocada primeiro, e depois  Zadoque, e então The King shall rejoice, e, finalmente, My heart is inditing na coroação da Rainha . (Em coroações modernas a ordem é Zadoque, Let thy hand be strengthened, The King shall rejoice e My heart is inditing.

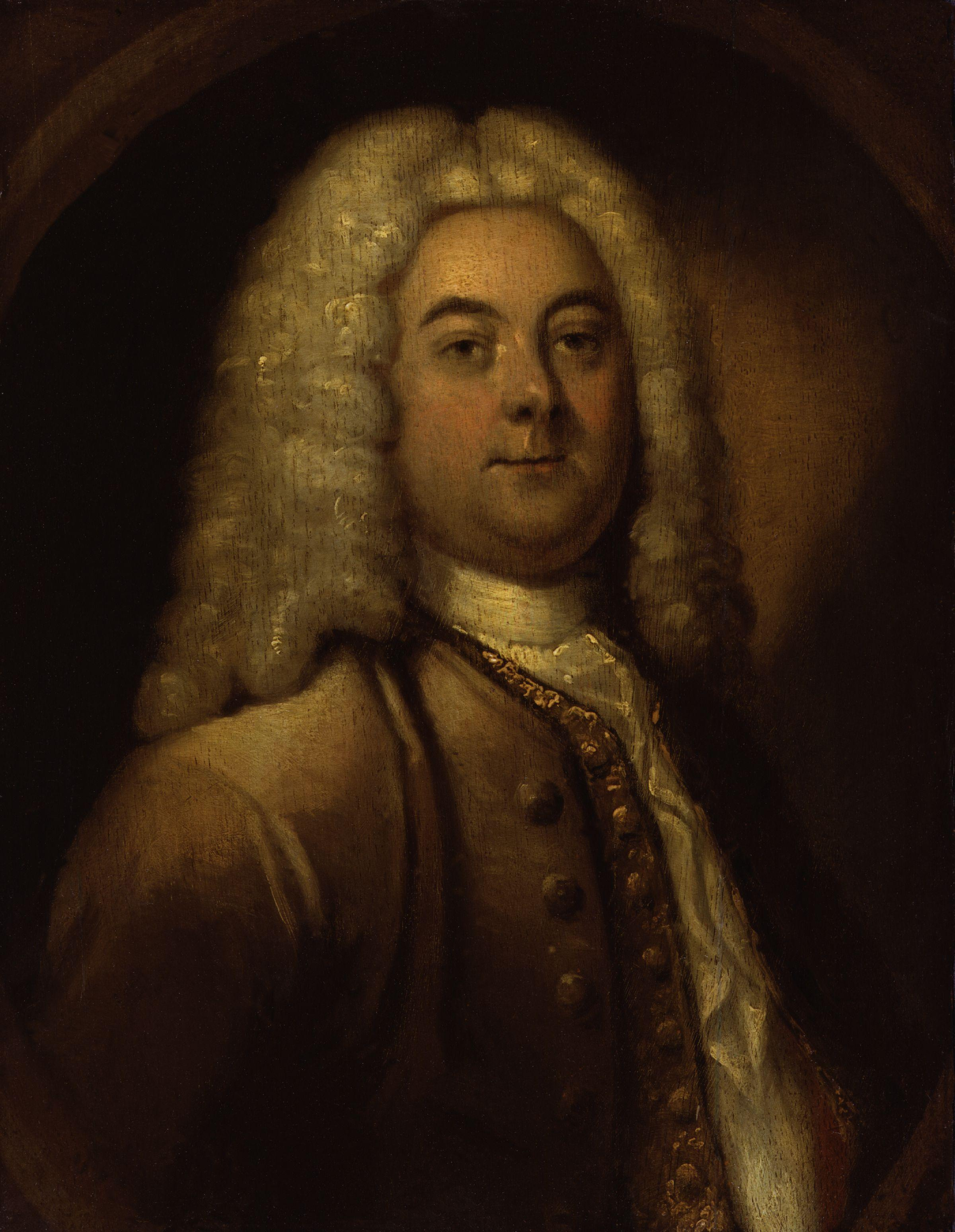
George Frideric Handel por artista desconhecido

Desde sua composição os quatro hinos foram populares e regularmente tocados em concertos e festivais, mesmo durante a vida de Handel. Ele re-utilizou extratos substanciais a partir deles em muitos de seus oratórios, sem muitas mudanças, (excepto para o texto), nomeadamente em  Ester e Deborah. Dois dos hinos foram tocados  na inauguração da  Sala de Música Holywell em Oxford, em 1742; uma sala dedicada à música de câmara. Seu sucesso talvez tenha contribuído para a imagem popular de Handel como um compositor cuja música exigia um grande número de cantores e músicos (quanto mais, melhor) . Na prática, Handel, muitas vezes adaptaou a sua música para a ocasião e à habilidade das pessoas para quem ele estava escrevendo, e nenhuma ocasião poderia ser mais grandiosa do que uma coroação. O estilo cerimonial dos hinos difere da sua música para o teatro assim como o sua  Música para os Reais Fogos de Sua Majestade (este último projetado para ter um desempenho open-air), que  difere de seus concertoes instrumentais. Os hinos mostram um tom completamente extrovertido, gestão de forças maciças e contrastes importantes ao invés de cores delicadas - com a reverberação da variedade espacial da Abadia de Westminster, e ele não perdeu tempo e esforço tentando mostrar pequenos pontos de detalhe.
Os meios que tinha à sua disposição eram os mais importantes da época - o coro da Capela Real foi aumentado para 47 cantores, com uma orquestra que chegou a um número de 160 pessoas. O coro foi dividido em 6 ou 7 grupos (com os teores mantidos juntos) e uma cadeia de secção de grandes dimensões, constituído por três grupos de violinos (em vez de dois, o  que eram usual).

### Zadok the Priest
Zadok the Priest, ou Zadoque, o Sarcedote (HWV 258) é indicado ter sido composto entre 9 de setembro de 1727 e 11 de outubro de 1727.

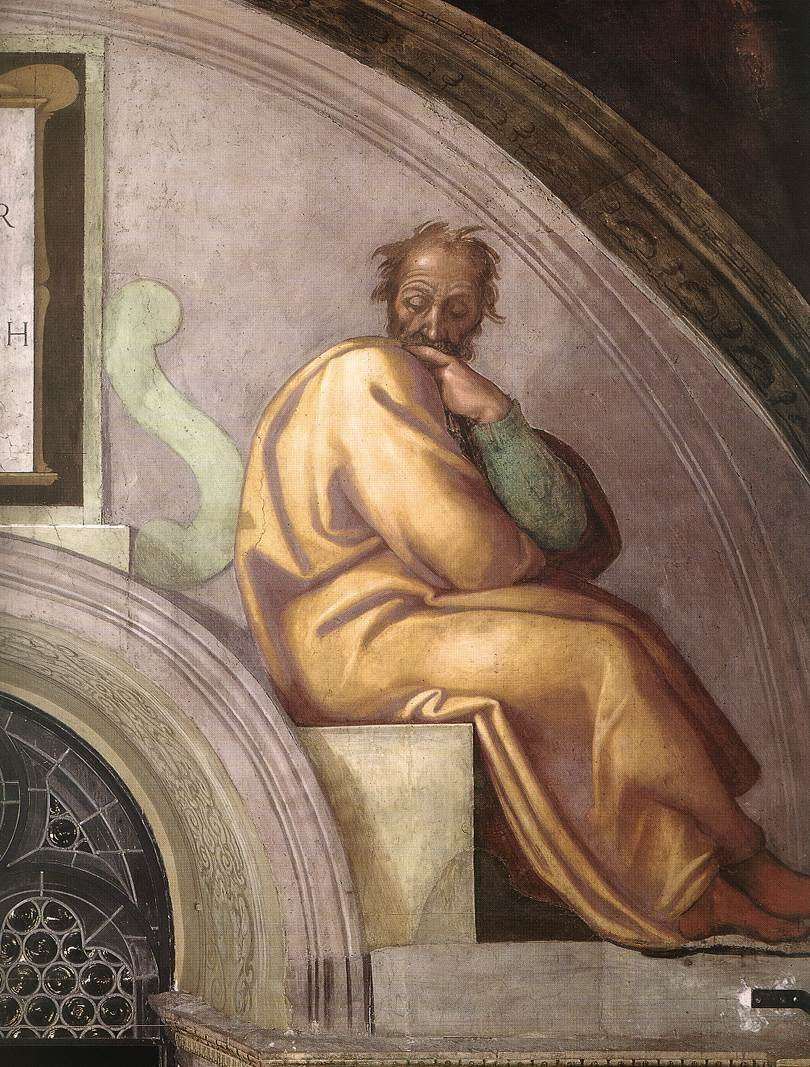
Afresco de Zadoque, por Michelângelo

O texto de Zadoque, o Sacerdote é derivado do relato bíblico da unção de Salomão por Sadoc e Nathan e as pessoas regozijando-se com este evento. Estas palavras têm sido usadas em cada coroação inglesa desde a do  Rei Edgar na Abadia de Bath em 973,e a versão de Handel foi usada em todas as coroação desde 1727. É tradicionalmente realizada durante a unção do soberano e seu texto é depois do Reis 1 (1:38-40). A sua ocorre apenas ao longo de cinco minutos. Está escrita em D maior para: dois sopranos, dois contraltos, tenores, dois baixos, coro e orquestra (dois oboés, dois fagotes, três trompetes, tímpanos, cordas, e contínuo). A música prepara uma surpresa na sua introdução orquestral através do uso de camadas de texturas estáticas de cordas suaves, seguido por um súbito despertar forte de uma tutti entrada, acrescido de três trombetas.

### Let Thy Hand Be Strengthened
Let Thy Hand Be Strengthened (HWV 259) acredita-se ter sido composta entre 9 de setembro de 1727 e 11 de Outubro de 1727.
O texto do hino stem origem no Salmo 89 (vs. 13-14). É dividido em três partes: um leve começo alegre em Sol maior, uma melancolia, uma seção no meio lenta em Mi menor e um fechamento parte Aleluia novamente em Sol maior.

### The King Shall Rejoice
The King Shall Rejoice (HWV 260) acredita-se ter sido composta entre 9 de setembro de 1727 e 11 de Outubro de 1727.

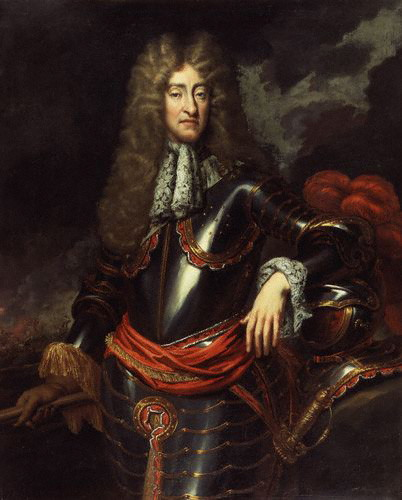
Rei Jaime II de Inglaterra

Tomando um texto a partir do Salmo 21 (versículos 1-3, 5), Handel divide este trabalho em seções separadas. O primeiro movimento é em D maior, sobre a alegria do rei no poder de Deus. Este é cheio de pompa festiva e fanfarras, com uma longa ritornello da introdução, com toda a força do coro e orquestra. O segundo é em parte suave, sem uso de trombetas e tambores. É jogado em uma cadência de três vezes e usa as seções de cordas maiores e menores em uma conversação cômica, resultando em um trio. Em seguida, inicia longas cadeias de suspensões sobre a frase "thy salvation". O terceiro movimento inicia-se com um acorde D radiante pelo coro e segue uma explosão breve de triunfalismo com uma surpresa extraordinária harmônica, contando da coroação do rei com uma coroa de ouro puro e terminando em um menor B fuga. Isto liga-lo diretamente para o quarto movimento, que ocorre novamente em três vezes, mas desta vez em contraponto com uma fuga. Handel constrói a paixão pela adição de instrumentos um por um - primeiro as cordas, em seguida, os oboés e, finalmente, as trombetas e tambores.

### My Heart Is Inditing
My Heart Is Inditing (HWV 261) possui a crença de ter sido composta entre 9 de setembro de 1727 e 11 de Outubro de 1727.

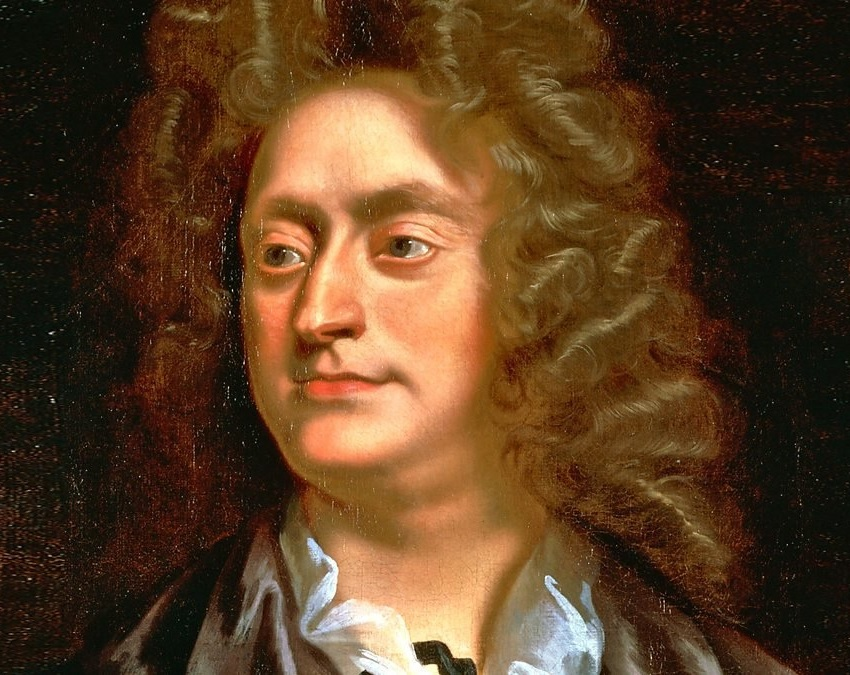
Henry Purcell

Esta peça apresenta um texto desenvolvido por Henry Purcell para a coroação 1685, que consiste em uma adaptação mais curta de versículos do Salmo 45 (versos 1, 10, 12) e do Livro de Isaías. Em 1727 foi cantada no final da coroação da rainha Carolina, com adaptações de Handel para tornar as suas palavras mais apropriadas para uma rainha. A música é em quatro seções e caracterizada por um ar mais refinado e distinto do que os outros hinos.
A abertura de seu primeiro movimento não é uma fanfarra com um trompete extravagante, mas um andante de três-tempo. A primeira seção é em D maior, iniciado pelos solistas (originalmente 2 cantores de cada grupo para equilibrar contra toda a extensão da orquestra) antes alternando entre solistas e coro completo. A segunda seção é em Lá Maior e é também um andante elegante e cria uma linha de base encantadora que é retomada pela orquestra; a melodia começa com uma nota longa, seguido por um ritmo descontraído pontilhada apontando as palavras "filhas do Rei", em português. O terceiro movimento é em Mi maior, mais uma vez um andante, mantendo o ar gracioso e feminino, reaparecendo o ritmo pontuado com as palavras "and the King shall have pleasure". Handel, em seguida, mantém o allegro até o final e a orquestra começa o movimento final em D major (depois de Isa. 49,23) com um ritornello virtuoso antes dos coros entrarem com toda a pompa cerimonial solene dos outros hinos.

## Hinos de coroação por outros compositores
O gênero de hinos de coroação não foram exclusivos para Handel. As coroações incluíam até doze hinos e fórmulas utilizadas nos textos da coroação, a começar pelo hino para a procissão no início das cerimônias de coroação (normalmente "Oh Lord, grant the King a long life"). Outros compositores que tiveram hinos utilizados durante o serviço de coroação incluem:

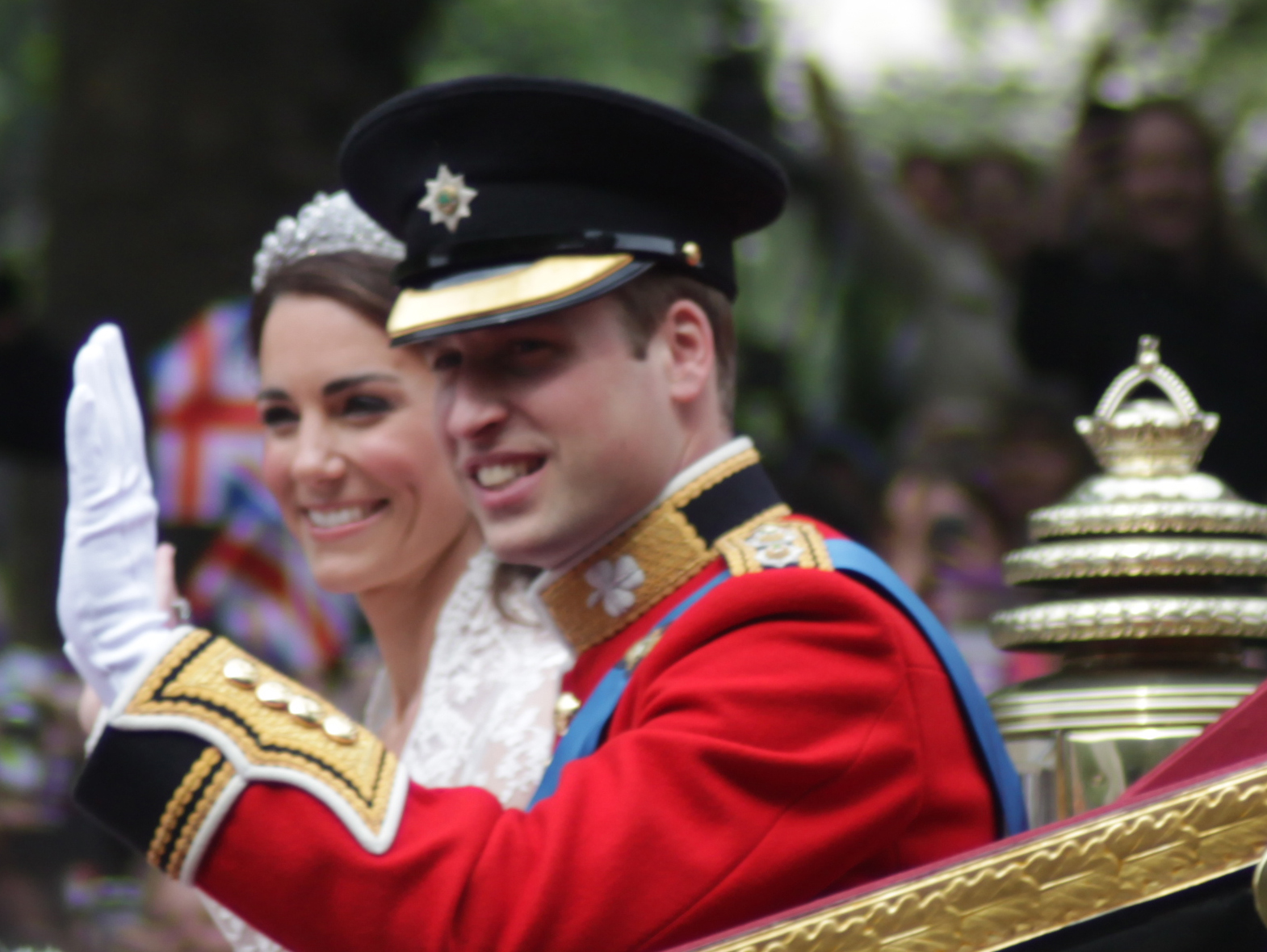
"I Was Glad" foi tocada no casamento real do princípe Guilherme, Duque da Cantabrígia e Catarina, Duquesa da Cantabrígia

- Henry Purcell, que produziu I was Glad e My Heart is Inditing, entre outros.

- John Blow.

- Thomas Attwood, que contribuiu com I was glad para a coroação de Jorge IV do Reino Unido em 1820, Oh grant the King a long life para a coroação de Guilherme IV da Inglaterra em 1830 e finalmente com o hino para a rainha Vitória do Reino Unido, um ano antes de sua morte em 1838.

- Sir Hubert Parry, que compôs I was glad para coroação de Eduardo VII em 1911.

- Ralph Vaughan Williams, que compos uma breve O taste and see para coroação da rainha Isabel II em 1953.

- Herbert Howells, que escreveu Behold, O God our Defender para mesma coroação de Isabel II.

- Andrew Lloyd Webber, compositor incumbido da composição do hino da Coroação de Carlos III do Reino Unido em 2023.[4]